# Krzna (przystanek kolejowy)
Krzna – przystanek kolejowy Polskich Kolei Państwowych w Zalesiu, w województwie lubelskim, w powiecie łukowskim, w gminie Łuków.
Przez przystanek przechodzi linia kolejowa:
- D29-12 Skierniewice – Łuków